# Rečica (Károlyváros)
 Rečica  falu Horvátországban, Károlyváros megyében. Közigazgatásilag Károlyvároshoz tartozik.

## Fekvése
Károlyvárostól 10 km-re keletre, a Kulpa bal partján fekszik.

## Története
A települést, mely egy régi fából épített nemesi udvarház körül alakult ki a 15. században említi először írott forrás. Régi fatemploma még a 17. században épült, a hrnetići plébánia filiája volt. A mai plébániatemplomot 1737-ben kezdték építeni a hívek a kegyúr Draskovich család támogatásával. Ekkor készült a kőkapuzat és a torony földszinti része. 1739-re felhúzták a falakat, az építés pedig 1744-ben a harangtorony felépítésével végződött, mely 45 méretes magasságával az egész vidék látképét uralja. A templomot végül csak 1782-ben szentelték fel, mire berendezése is teljesen elkészült. Mára elveszítette korábbi barokk berendezését, az oltárokat is többször cserélték. A főoltár Keresztelő Szent János képe a 18. századból származik. 1851-ben felépült a plébánia épülete. 
A településnek 1857-ben 938, 1910-ben 992 lakosa volt. A trianoni békeszerződésig Zágráb vármegye Károlyvárosi járásához tartozott. A honvédő háború idején a templomot közvetlen találatok érték, különösen a tető sérült meg súlyosan. Ennek következtében a templom többször beázott, a falak átnedvesedtek és a berendezés is károsodott. Újjáépítéséhez gyűjtést szerveztek.
2011-ben 537-en lakták. A településen elemi iskola, orvosi rendelő, bolt és presszó is működik.

## Lakosság
| Lakosság változása | Lakosság változása | Lakosság változása | Lakosság változása | Lakosság változása | Lakosság változása | Lakosság változása | Lakosság változása | Lakosság változása | Lakosság változása | Lakosság változása | Lakosság változása | Lakosság változása | Lakosság változása | Lakosság változása | Lakosság változása |
| ------------------ | ------------------ | ------------------ | ------------------ | ------------------ | ------------------ | ------------------ | ------------------ | ------------------ | ------------------ | ------------------ | ------------------ | ------------------ | ------------------ | ------------------ | ------------------ |
| 1857               | 1869               | 1880               | 1890               | 1900               | 1910               | 1921               | 1931               | 1948               | 1953               | 1961               | 1971               | 1981               | 1991               | 2001               | 2011               |
| 938                | 1033               | 980                | 969                | 879                | 992                | 1037               | 1073               | 1021               | 1039               | 1046               | 909                | 854                | 777                | 629                | 537                |

## Nevezetességei
- Keresztelő Szent János tiszteletére szentelt plébániatemploma[4] 1737 és 1782 között épült barokk stílusban. Az egyhajós templom berendezésének legrégibb része a főoltár képe a 18. században készült. Mellékoltárai Jézus Szíve, A Lourdes-i Szűzanya, Szent Borbála és Remete Szent Antal tiszteletére vannak szentelve. A templomot a hívek által szépen gondozott park övezi.
- A plébániatemplomtól délre nagy park közepén áll a Draskovich család emeletes kastélya[5] erősen romos állapotban. A kastély a Kulpa folyó völgyében található. A 19. század első negyedében épült egy régebbi, fából készült kastély helyén. A 19. század második felében az egész birtok a trappisták tulajdonában volt, akik magas falazott kerítést emeltek köré, széles portállal. Egyszerű alaprajzú és külső kialakítású klasszicista épület, amelyben az egyetlen építészeti és díszítő elem a kapuzat. A kastély a parkkal együtt a 19. század első fele klasszicista vidéki épületegyütteseinek képviselője.

## Kultúra
A település művészeti és kulturális egyesületét (KUD Rečica) 1923-ban alapították, az egyik legrégibb kulturális egyesület a megyében. Az egyesületnek tamburazenekara, népi együttese, gyermek tánccsoportja a falu gazdag népi hagyományait ápolja. A falunak jellegzetes népviselete van, melynek fő díszítő motívuma a rózsa.

## Híres emberek
A kastélyban élt és alkotott Draskovich János gróf  (1770-1856) horvát politikus, országgyűlési képviselő, királyi kamarás, belső titkos tanácsos, a Matica hrvatska alapítója és első elnöke.